# Anky van Grunsven
Theodora Elisabeth Gerarda van Grunsven, coneguda com a Anky van Grunsven   (Erp, 2 de gener de 1968) és una amazona neerlandesa, especialista en doma clàssica, guanyadora de nou medalles olímpiques.

## Biografia
Va néixer el 2 de gener de 1968 a la ciutat d'Erp, població situada a la província del Brabant del Nord.
Les seves mesures són aproximadament d'1,70 metres i pesa 55 quilograms. Actualment està casada amb el seu entrenador, Sjef Janssen.

## Carrera
Va participar, als 20 anys, en els Jocs Olímpics d'Estiu de 1988 celebrats a Seül (Corea del Sud), si bé no va poder finalitzar la prova individual de doma clàssica i en la prova per equips aconseguí guanyar un diploma olímpic en finalitzar cinquena, si bé ella no participà en la final. En els Jocs Olímpics d'Estiu de 1992 celebrats a Barcelona (Catalunya) aconseguí guanyar la seva primera medalla, una medalla de plata, en la prova de doma clàssica per equips, guanyant així mateix un nou diploma olímpic en finalitzar quarta en la prova individual amb el cavall Bonfire. En els Jocs Olímpics d'Estiu de 1996 realitzats a Atlanta (Estats Units) aconseguí guanyar sengles medalles de plata en la competició individual com en la d'equips, passant a guanyar la seva primera medalla d'or en la prova individual en els Jocs Olímpics d'Estiu de 2000 realitzats a Sydney (Austràlia). En aquests mateixos Jocs revalidà la seva medalla de plata en la prova per equips.
En els Jocs Olímpics d'Estiu de 2004 realitzats a Atenes (Grècia), i amb el cavall Salinero, aconseguí guanyar la medalla d'or en la prova individual, si bé únicament pogué ser quarta en la prova per equips. En els Jocs Olímpics d'Estiu de 2008 realitzats a Pequín (República Popular de la Xina) revalidà el seu títol olímpic en categoria individual i aconseguí una nova medalla de plata en la prova per equips.
En els Jocs Olímpics d'Estiu de 2012 celebrats a Londres (Regne Unit), i amb 44 anys, es convertí en la genet amb més medalles olímpiques a l'aconseguir guanyar la medalla de bronze en la prova de doma clàssica per equips. Així mateix finalitzà sisena en la prova de doma clàssica individual, aconseguint un nou diploma olímpic. És l'única genet que ha competit en set Jocs Olímpics successius en les proves de doma.
Al llarg de la seva carrera ha guanyat set medalles en el Campionat del Món de doma clàssica, entre elles dues medalles d'or; i catorze medalles en el Campionat d'Europa de l'especialitat, entre elles tres medalles d'or. Ha aconseguit guanyar nou vegades la Copa del Món de l'especialitat.
Pels seus mèrits esportius va ser nomenada l'esportista femenina neerlandesa de l'any el 1994.